# AgustaWestland AW119 Koala
El AgustaWestland AW119 Koala es un helicóptero utilitario fabricado por el constructor aeronáutico AgustaWestland, fusionada en Leonardo S.p.A. (nuevo nombre de Finmeccanica) a partir de 2016. Esta aeronave dispone de ocho plazas y es propulsada por un motor y es producida para el mercado civil y militar.

## Desarrollo
La designación AW119 se aplicó por primera vez a una propuesta de una versión alargada del A109 con 11 asientos, en la década de 1970, pero nunca se construyó. El helicóptero que fue finalmente para entrar en producción fue concebido en 1994, Agusta se estaba recuperando de los problemas financieros que tenía cerca de poner a la compañía fuera del negocio, y el segundo de los dos prototipos voló en febrero del año siguiente.
El primer prototipo fue utilizado para pruebas estáticas. Estas dos máquinas con registros I-KOAL y I-KNEW se presentaron a continuación al público en el Salón Aeronáutico de París en junio de 1995. la certificación civil se había previsto inicialmente en 1997, pero ese plazo se perdió con Agusta citando problemas de personal, y la necesidad de aumentar el rendimiento de la aeronave para cumplir con las expectativas del cliente.
Por medio de una solución a la preocupación de este último, se tomó la decisión de cambiar el motor del A119. Los prototipos fueron equipados originalmente con Turbomeca Arriel 2K1 de turboeje, pero el omnipresente Pratt & Whitney Canada PT6B fue elegido en su lugar. En 1998, los prototipos fueron reconstruidos con este motor, y se les asignaron nuevos números de serie. La certificación se esperaba para el cuarto trimestre de ese año, pero esta fecha se aplazó a julio de 1999, y fue finalmente en diciembre, antes la certificación italiana RAI fue otorgada. La verificación de la FAA fue otorgada en febrero del año siguiente. Las entregas comenzaron poco después, el primer ejemplar comercial fue para la compañía australiana de logística Linfox (con número de serie 14007, matrícula VH-FOX).

## Diseño

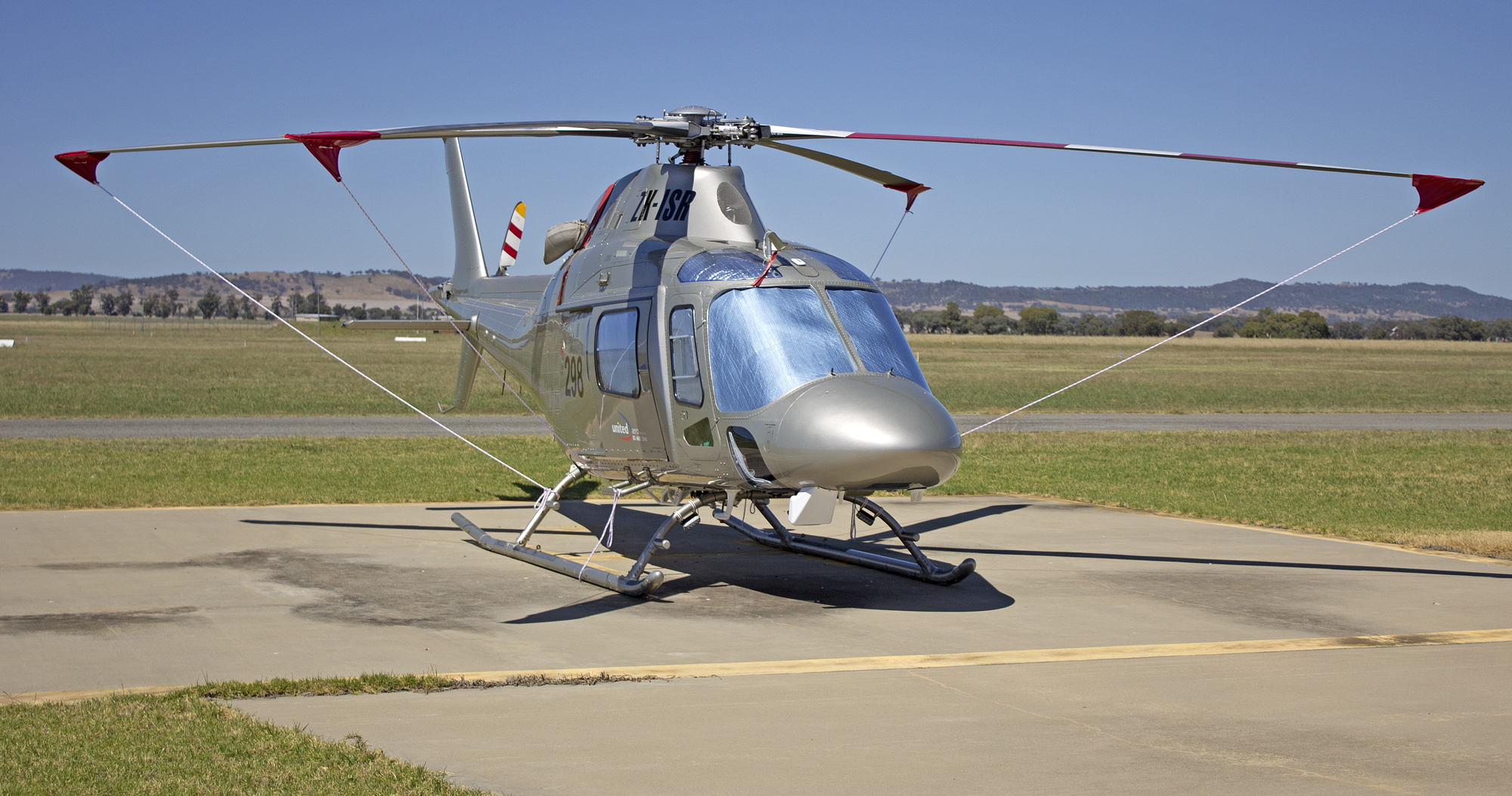
AgustaWestland AW119 Koala Ke (ZK-ISR) en el helipuerto del Aeropuerto Wagga Wagga.

El diseño en sí se deriva del exitoso A109 de Agusta, pero con un solo motor (como el A109 fue diseñado originalmente) y con patines fijos en vez de tren retráctil con ruedas. Un punto clave de venta es su fuselaje ancho, con un espacio de cabina ampliado alojando 8 pasajeros o pudiendo llevar dos camillas y asistentes médicos a realizar en el rol de evacuación médica, mientras que la mayoría de los helicópteros de tamaño similar solo pueden llevar una. El volumen de la cabina real es aproximadamente el 30% mayor que otros helicópteros de su clase.
Para fines de demostración y publicidad, los dos prototipos de I-KOAL y I-KNEW aparecieron en llamativas libreas todas de color amarillo y de rojo, respectivamente.

## Variantes
- A119 - Versión original de producción (AW119 después de la unión de Agusta-Westland)
- AW119 Ke - Rotores rediseñados, mayor capacidad de carga, mejor eficiencia de combustible.

## Especificaciones

### Características generales
- Tripulación: 1
- Capacidad: 7 más piloto (8)
- Carga: 1400kg
- Longitud: 13 m (42,7 ft)
- Diámetro rotor principal: 10,8 m (35,5 ft)
- Altura: 3,6 m (11,8 ft)
- Peso vacío: 1600kg
- Peso máximo al despegue: 3150 kg (6942,6 lb)
- Planta motriz: 1× Turboeje Pratt & Whitney Canada PT6B-37A.
  - Potencia:

### Rendimiento
- Velocidad nunca excedida (Vne): 281,5
- Velocidad crucero (Vc): 255 km/h (158 MPH; 138 kt)
- Alcance: 5h 20min
- Alcance en ferry: 515 NM (954 km)
- Techo de vuelo: 15000ft

### Desarrollos relacionados
- Agusta A109

### Aeronaves similares
- Eurocopter EC130
- Bell 407
- MD Helicopters MD 600N

### Secuencias de designación
- Secuencia AW_ (interna de AgustaWestland): ← AW009 - AW101 (VH-71, CH-149) - AW109 - AW119 - AW139 - AW149 - →
- Secuencia _H-_ (Helicópteros estadounidenses, 1962-presente): ← H-70 - H-71 - H-72 - H-73 - H-90 - H-92 - H-139

### Listas relacionadas
- Anexo:Aeronaves de la Fuerza Aérea de los Estados Unidos (históricas y actuales)